# Iveco S-Way
L'Iveco S-Way è un autocarro e trattore stradale prodotto da Iveco a partire dal 2019 per sostituire l'Iveco Stralis. Esso appartiene alla categoria degli autocarri con masse totali da 18 a 44 t.

## Il contesto
La realizzazione di questo nuovo modello ha comportato la riprogettazione totale della cabina, aumentando lo spazio a bordo e l'ergonomia del conducente; inoltre, grazie al rinforzo della motrice e all'ampliamento della visibilità del veicolo è risultato conforme alla normativa ECE R29.03. Per quanto riguarda il design, questo è stato migliorato al fine di ottimizzare le prestazioni aerodinamiche incrementando l’efficienza dei consumi fino al 4%. La calandra ha subìto delle modifiche nei paraurti al fine di ottimizzare i flussi d'aria, oltre all’aggiunta di nuovi fanali full LED e scalini di salita/discesa ora celati sotto al nuovo design delle portiere. Gli interni della cabina riprendono lo stile dell'Hi-Way mentre il sistema di intrattenimento è stato aggiornato con il Connectivity Box, sviluppato in collaborazione con Microsoft. Iveco, nel corso della presentazione del S-Way, ha rilasciato due concept truck: Iveco Fit Cab e Iveco S-Way Magirus.

## Motorizzazioni
La gamma S-Way presenta le seguenti motorizzazioni:
| Motore                                  | Cilindrata (l) | Potenza (kW-CV) a (giri/min)         | Coppia (Nm) a (giri/min)     |
| --------------------------------------- | -------------- | ------------------------------------ | ---------------------------- |
| Diesel (Cursor, 6 Cilindri in Linea)    |                |                                      |                              |
| Cursor 9                                | 8,7            | 243 kW (330 CV) a 1655–2200 giri/min | 1400 Nm a 1100–1655 giri/min |
| Cursor 9                                | 8,7            | 265 kW (360 CV) a 1530–2200 giri/min | 1650 Nm a 1200–1530 giri/min |
| Cursor 9                                | 8,7            | 294 kW (400 CV) a 1655–2200 giri/min | 1700 Nm a 1200–1655 giri/min |
| Cursor 11                               | 11,1           | 309 kW (420 CV) a 1475–1900 giri/min | 2000 Nm a 0870–1475 giri/min |
| Cursor 11                               | 11,1           | 338 kW (460 CV) a 1500–1900 giri/min | 2150 Nm a 0925–1500 giri/min |
| Cursor 11                               | 11,1           | 353 kW (480 CV) a 1465–1900 giri/min | 2300 Nm a 0970–1465 giri/min |
| Cursor 13                               | 12,9           | 375 kW (510 CV) a 1560–1900 giri/min | 2300 Nm a 0900–1560 giri/min |
| Cursor 13                               | 12,9           | 420 kW (570 CV) a 1605–1900 giri/min | 2500 Nm a 1000–1605 giri/min |
| Metano (Cursor NP, 6 Cilindri in Linea) |                |                                      |                              |
| Cursor 9 NP                             | 8,7            | 250 kW (340 CV) a 2000 giri/min      | 1500 Nm a 1100–1600 giri/min |
| Cursor 9 NP                             | 8,7            | 294 kW (400 CV) a 2000 giri/min      | 1700 Nm a 1200–1575 giri/min |
| Cursor 13 NP                            | 12,9           | 338 kW (460 CV) a 1900 giri/min      | 2000 Nm a 1100–1600 giri/min |